# الفرود بای، بریتیش کلمبیا
الفرود بای، بریتیش کلمبیا (به انگلیسی: Alliford Bay, British Columbia) یک منطقهٔ مسکونی در کانادا است که در بریتیش کلمبیا واقع شده‌است.